# 우문락
우문락(宇文洛)은 북주의 황족, 대장군(大將軍), 종사(宗師)이다. 자는 영락(永洛)이고, 대군(代郡) 무천현(武川縣, 현재의 네이멍구자치구 후허하오터시 우촨현) 사람이며 우정공(虞靖公) 우문흥(宇文興)의 아들이자 우문천의 당숙조이다.

## 생애
24세 때 우국공세자(虞國公世子)로 책봉되었다.
569년, 우문옹이 우문락에게 우국공 우문흥의 작위를 계승하도록 조령을 내렸다. 
건덕 연간 초에 우문락은 사지절(使持節), 거기대장군(車騎大將軍), 의동삼사(儀同三司)에 배수되었다.
581년 5월, 우문천이 암살된 후 수 문제가 우문락으로 하여금 개국공(介國公)을 습작하도록 했고, 우문락은 수나라 조정의 빈객(賓客) 대우를 받았다.
아들 우문유가 뒤를 이었다. 《원화성찬(元和姓纂)·권6(卷六)》 및 《신당서·재상세계표일(宰相世系表一)》에는 "락(洛)이 유(裕)를 낳았고, 유는 연(延)을 낳았고, 연은 리혹(離惑)을 낳았고, 리혹은 정립(庭立)을 낳았는데, 모두 개공(介公)을 세습하였다."라고 하였다.